# Hammaguir
Hammaguir byl francouzský kosmodrom v Alžírsku, 110 km jihozápadně od Coloumb Bécharu. V letech 1947 až 1967 zde byla provozována francouzská vojenská raketová základna, od roku 1965 též kosmodrom. V roce 1967 byla činnost základny i kosmodromu ukončena.

## Kosmodrom
Protože Evropa je příliš hustě zabydlena a padající stupně raket by dopadaly na obydlená místa, byla i Francie nucena najít pro starty svých raket jiná místa na Zemi. Využila k tomu jednu ze svých vojenských základen na severu Afriky v Alžírsku, kterou měla od roku 1947 v oblasti Hamada du Guir.
Po první sérii zkušebních startů se francouzským technikům a vědcům podařilo v roce 1965 dopravit pomocí raketového nosiče Diamant na oběžnou dráhu kolem Země první francouzský satelit Astérix-1. Po něm následovaly ještě tři další starty až do roku 1967.
Střelecký sektor byl orientován jednak západním až jihozápadním směrem, jednak jihovýchodním směrem do oblasti jezera Čad.
V souvislosti se získáním alžírské samostatnosti (důsledek Évianských dohod) byl provoz základny postupně utlumován. Kosmodrom ukončil činnost 1. července 1967, kdy byl předán Alžírsku. Francie již v roce 1964 začala budovat nový kosmodrom Guyanské kosmické centrum ve Francouzské Guyaně, poblíž města Kourou.

### Starty na oběžnou dráhu
Z kosmodromu Hammaguir byly na oběžnou dráhy úspěšně vyneseny čtyři francouzské družice:
| Datum startu       | Satelit    | Hmotnost | Nosná raketa |
| ------------------ | ---------- | -------- | ------------ |
| 26. listopadu 1965 | Astérix-1  | 40 kg    | Diamant A    |
| 17. února 1966     | Diapason-1 | 19 kg    | Diamant A    |
| 8. února 1967      | Diadéme-1  | 22,7 kg  | Diamant A    |
| 15. února 1967     | Diadéme-2  | 22,7 kg  | Diamant A    |